# Madame Sousatzka
Pour plus de détails, voir Fiche technique et Distribution.
Madame Sousatzka est un film britannique réalisé par John Schlesinger et sorti en 1988.

## Synopsis
Sushila et son fils Manek, des immigrés indiens, vivent chichement en Grande-Bretagne. Le jeune Manek a des dispositions pour le piano et sa mère confie son apprentissage à Madame Sousatzka, un professeur d’origine russe. Celle-ci pousse l’adolescent à exercer son art avec intransigeance en même temps qu’elle lui inculque ses propres valeurs morales, ce qui contrarie les attentes de Sushila.

## Fiche technique
- Titre : Madame Sousatzka
- Titre original : Madame Sousatzka
- Réalisation : John Schlesinger
- Scénario : Peter Morgan, Ruth Prawer Jhabvala, John Schlesinger et Mark Wadlow d’après le roman de Bernice Rubens (Madame Sousatzka, 1962)
- Musique : Gerald Gouriet
- Direction de la photographie : Nat Crosby
- Décors : Luciana Arrighi
- Costumes : Amy Roberts
- Montage : Peter Honess
- Pays d'origine :  Royaume-Uni
- Langue de tournage : anglais
- Tournage extérieur : Heathland School à Hounslow (district londonien)
- Producteur : Robin Dalton
- Société de production : Cineplex-Odeon Films
- Société de distribution : Universal Pictures
- Format : couleur — son Dolby — 35 mm
- Genre : comédie dramatique
- Durée : 122 min
- Date de sortie : 17 septembre 1988 au Festival international du film de Toronto au  Canada

## Distribution
- Shirley MacLaine : Madame Yuvline Sousatzka
- Peggy Ashcroft : Lady Emily
- Twiggy : Jenny
- Shabana Azmi : Sushila Sen
- Leigh Lawson : Ronnie Blum
- Geoffrey Bayldon : Monsieur Cordle
- Lee Montague : Vincent Pick
- Robert Rietty : Leo Milev
- Navin Chowdhry : Manek Sen
- Greg Ellis : Tarek

## Distinctions
- Mostra de Venise 1988 : Coupe Volpi pour la meilleure interprétation féminine à Shirley MacLaine.
- Golden Globes 1989 : Shirley MacLaine, meilleure actrice dans un film dramatique.
- BAFTA 1990 : Peggy Ashcroft nommée pour le prix de la meilleure actrice dans un second rôle.